# Åsa Britasdotter
Gunhild Åsa Maria Britasdotter, född 22 oktober 1940 i Stockholm, död 4 april 2009 i Odensbacken, var en svensk feministisk freds- och konfliktforskare och författare.
Britasdotter studerade vid Stockholms universitet 1963–1966, socialhögskola och genomgick psykoterapiutbildning 1967–1980. Hon arbetade som bland annat socialsekreterare och terapeut samt bedrev kvinnoforskning från 1980. Hon ingick i arbetsgruppen för Kvinnohuset i Stockholm 1977 och var initiativtagare till stödgruppen mot incest 1981. Hon startade ett eget svenskt och norskt institut för utbildning och behandling mot incest, våldtäkt och sexuella övergrepp samt startade det feministiska förlaget Acca 1986 och gav ut tidskriften Acca: aktuell kvinnolitteratur och kultur 1988–1992. Hon startade även BRÅSKA-fonden (brottsförebyggande råd och aktionsfond för kvinnor) 1987 och författade skrifter inom områdena kvinno- och fredsforskning och radikalfeminism.